# ナガサキアゲハ
ナガサキアゲハ（長崎揚羽、学名：Papilio memnon）は、アゲハチョウ属に分類されるチョウの一種。

## 分布
東南アジアとインドネシアの島嶼から、中国、台湾を経て日本まで分布する。
日本での分布域は近畿以南から南西諸島までで、日本では南方系の種類であるが、江戸時代に九州以南に限られていた分布域は拡大している。1940年代には山口県西部や高知県南部、1960年代には淡路島へと徐々に北上し、21世紀初頭には福井県や神奈川県西部の太平洋側での越冬が確認されている。2007年には茨城県南西部で多数確認され、また栃木県南部で2009年に急増するなど、関東北部での増加が顕著で、さらに2009年には福島県いわき市で幼虫、同県伊達市や宮城県名取市で成虫が確認されている。こうした分布の変遷から、本種は地球温暖化の指標種として注目されている。温暖化の他、ミカン科の栽培の拡大も本種の北上に影響しているとされる。

## 特徴
成虫の前翅長60-80ミリメートルほどで、日本産のチョウではモンキアゲハやオオゴマダラに並ぶ最大級の種類である。種類内ではメスがオスよりも大きい。アゲハチョウ属の中では翅が大きくて幅広く、後翅に尾状突起が無いことが特徴だが、メスに尾状突起が現れる「有尾型」もあり、台湾など多産する地域もある。有尾型は優勢遺伝であり、ごく稀に日本国内でも南西諸島〜九州南部などで記録される。
また、アゲハチョウ属の中では珍しく性的二形が顕著である。翅のつけ根に赤の斑点があるのは雌雄共通で、雄の翅はほぼ全体が黒く、後翅の外縁にわずかに赤い斑点がある。一方、雌は後翅の中央部に白の細長い斑点が数個外向きに並び、その外縁には赤の環状紋が並ぶ。白色部は翅脈とその周辺が黒く、内側が白くなる。オスはクロアゲハに、メスはモンキアゲハに似るが、尾状突起が無いので区別できる。
日本では南の個体群ほどメスの白色部が広くなる傾向があり、九州や沖縄では前翅にまで白い部分が広がる。特に西表島の個体群は、少数ではあるが翅全体に白い部分が広がることで知られるが本個体群は1960年代後半に絶滅したと見られている。ただし台湾以南産の個体ではむしろ白くない傾向がある。

## 生態
日本では、成虫は年3-6回、4-10月頃に発生する。分布域では人里近くでよく見られる普通種である。各種の花に飛来し蜜を吸う。冬は蛹で越冬する。
幼虫はナミアゲハと同じくミカン、カラタチなどミカン科の栽培種各種を食草とする。若齢幼虫は他のアゲハチョウ属と同様、鳥の糞に似せた保護色をしているが、あまり黒っぽくなく緑色が強い。4齢幼虫の時点で全長3センチメートルほどになり、ナミアゲハの終齢幼虫とあまり変わらない大きさである。
終齢幼虫（5齢）は全長4センチメートルほどで、ナミアゲハに比べると明らかに大型である。また、腹部背面に切れこむ斜めの帯が白く、細かい網目状の模様になるのも特徴である。

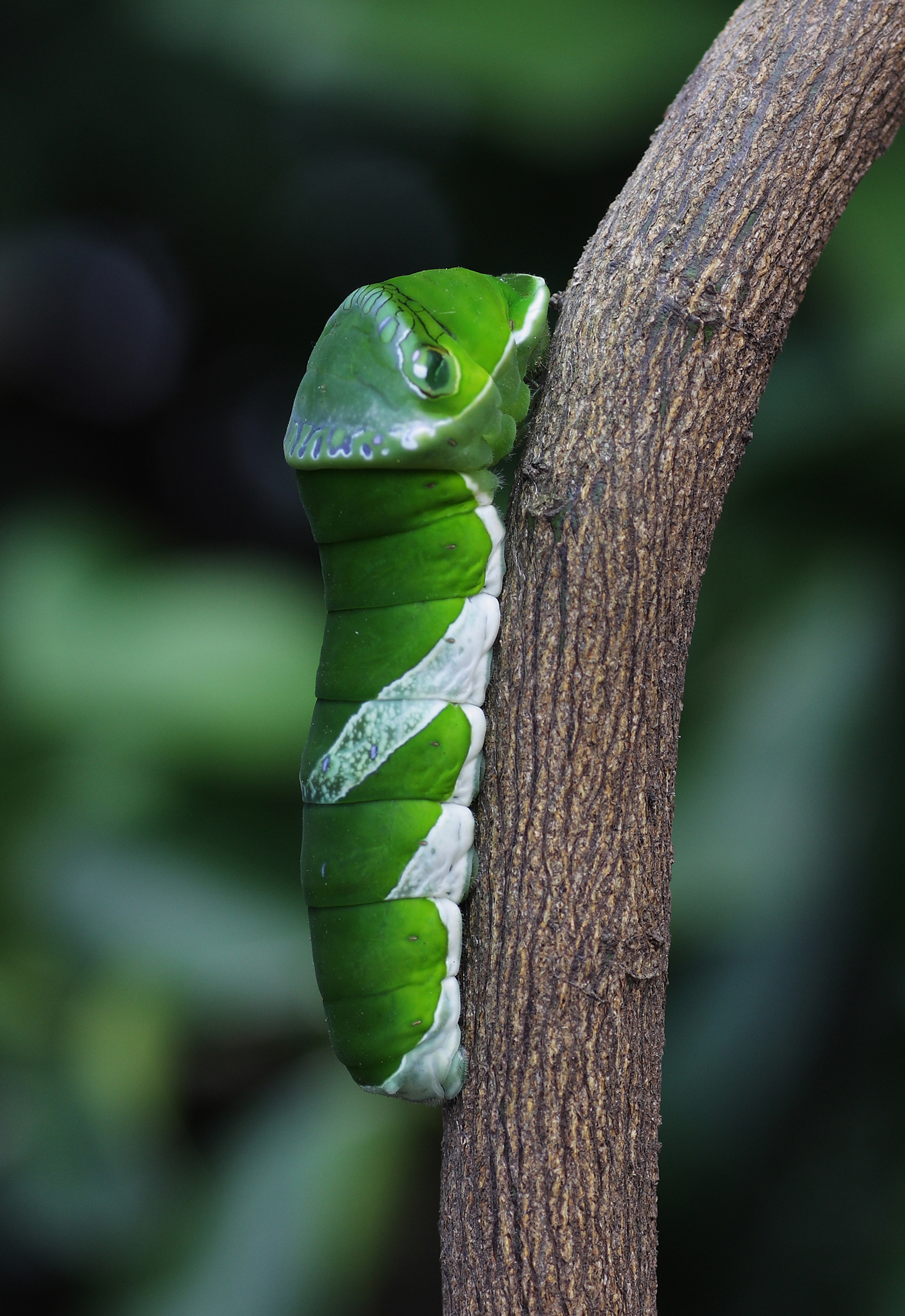
幼虫はミカン類の葉を食草とする
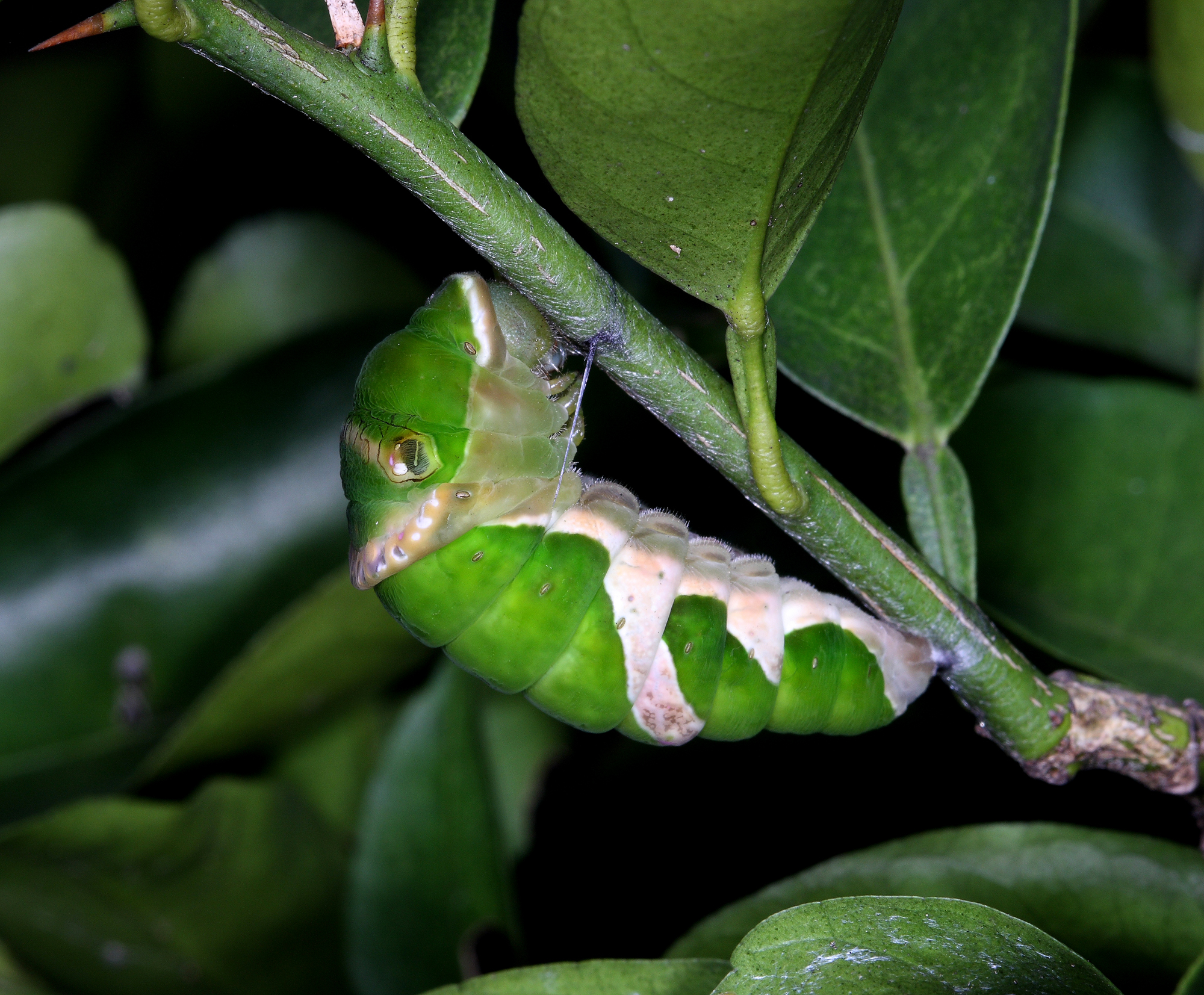
蛹直前の幼虫
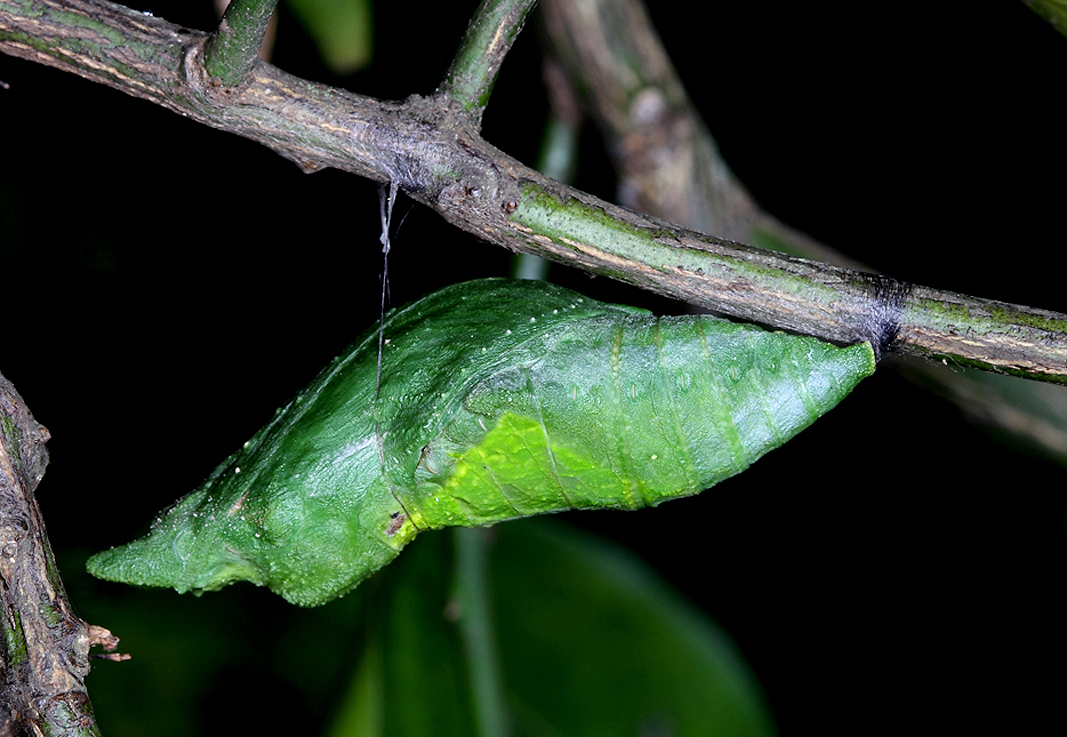
蛹
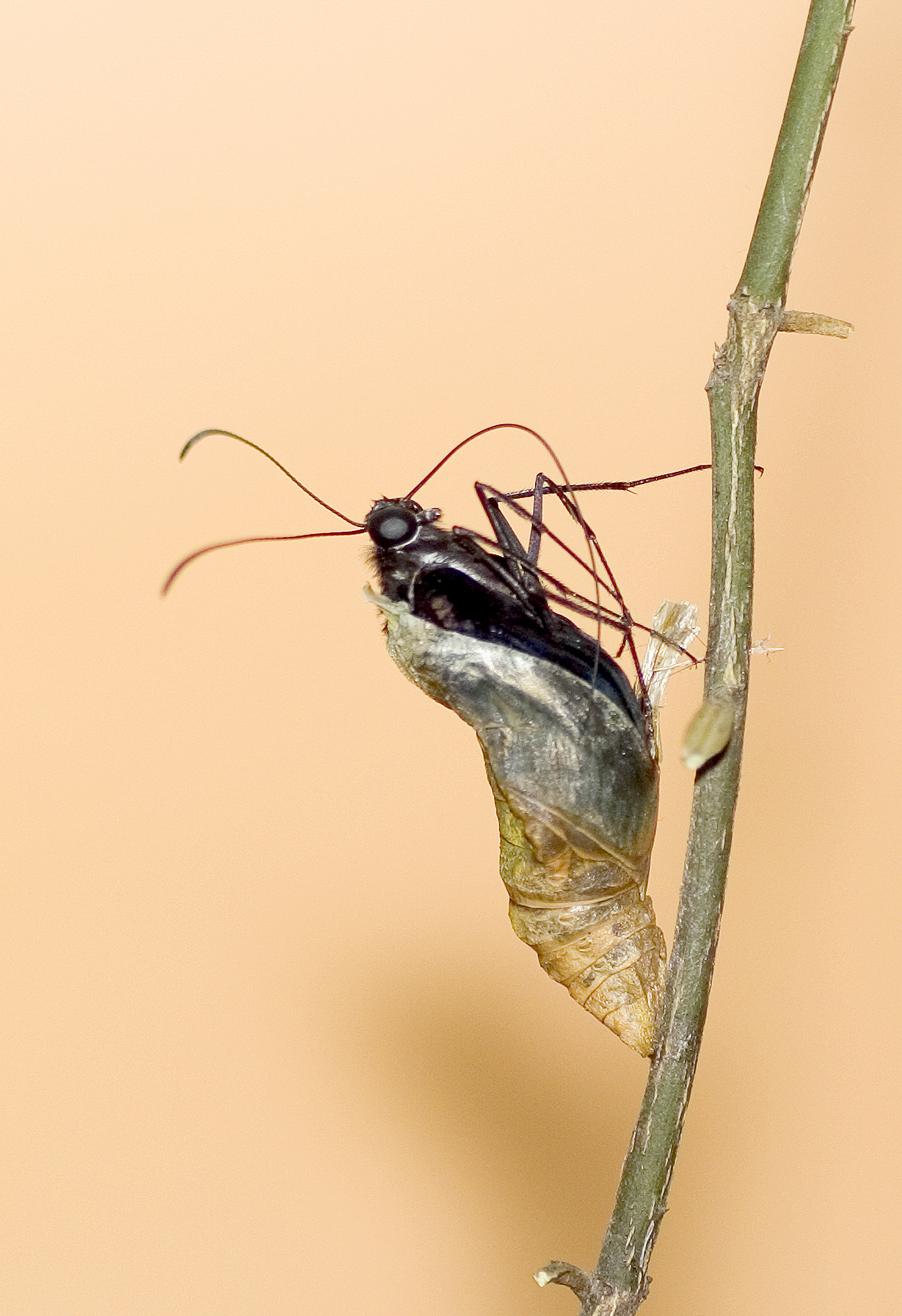
羽化の様子
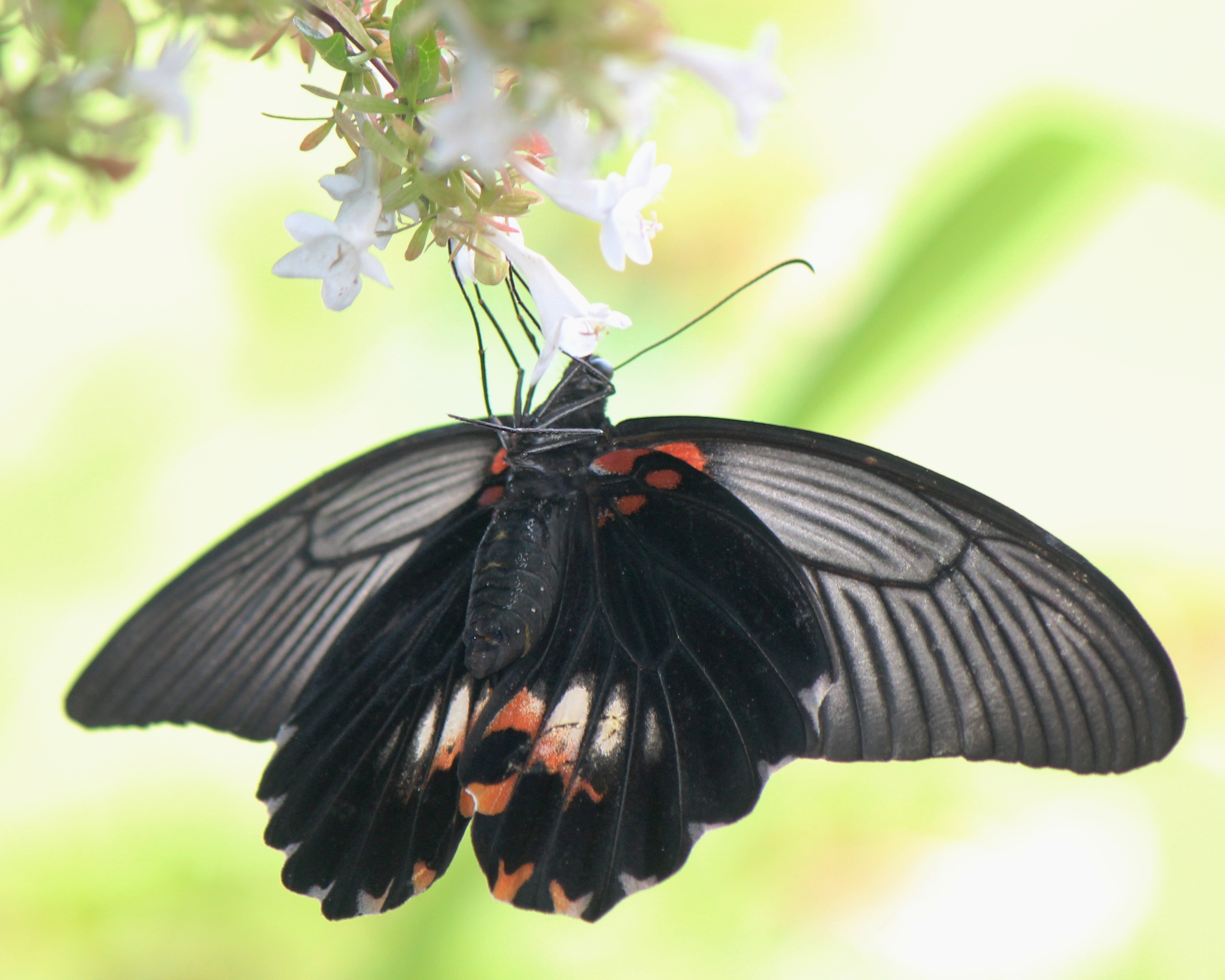
花を吸蜜する成虫（メス）

## 亜種
広い分布域の中でいくつかの亜種に分かれており、このうち日本に分布するのは亜種 P. m. thunbergi Von Siebold, 1824 である。
亜種名の"thunbergi"は、シーボルトよりも前に来日し日本植物学の基礎を築いたカール・ツンベルクに対する献名である。
また和名「ナガサキアゲハ」はシーボルトが長崎で最初に採集したことに由来する。